# Guaymí

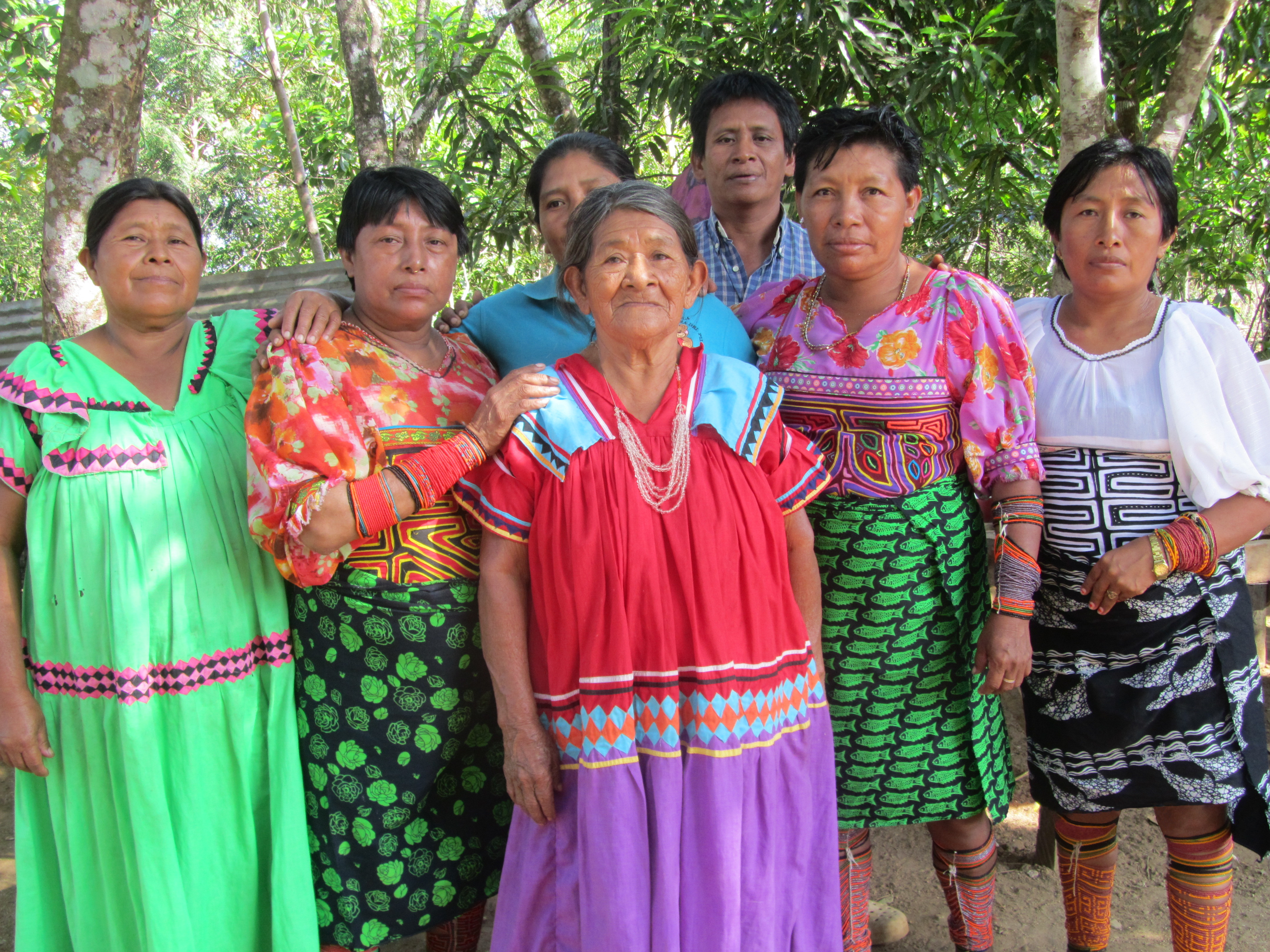
Donne Guaymí della provincia di Veraguas

I Guaymí o Ngäbe sono un gruppo indigeno centro-americano che vive nella riserva Ngöbe-Buglé nelle province panamensi di Veraguas, Chiriquí e Bocas del Toro, e anche nella città di Conte in Costa Rica.

## Caratteristiche
La parola Guaymí viene usata tradizionalmente per indicare questi indigeni. La lingua parlata è il Ngäbere. Vi sono circa 200.000-250.000 persone che parlano il Ngäbere. Un certo numero di Ngäbe sono migrati in Costa Rica in cerca di lavoro nell'industria del caffè.

## Storia
Gli spagnoli, al loro arrivo in America centrale, trovarono tre tribù distinte di Guaymí nella zona corrispondente all'odierno Panamá occidentale. I capi erano Nata nella provincia di Cocle, Parita nella penisola di Azuero e Urraca nella provincia di Veraguas. Urraca in particolare si mostrò molto ostile nei confronti degli spagnoli, che furono costretti a siglare un trattato di pace con loro nel 1522, firmato dal capitano Diego de Albítez.
Urraca venne inizialmente catturato dagli spagnoli e mandato in catene a Nombre de Dios sulla costa atlantica. Secondo lo storico Bartolomé de Las Casas, Urraca riuscì a fuggire e ad arrivare presso le montagne, giurando di combattere gli spagnoli fino alla morte. In seguito riuscì a sconfiggere gli spagnoli in diverse battaglie. Urraca morì nel 1531 come uomo libero.

## Gruppi
I Guaymi erano divisi in due grandi gruppi: quelli delle terre costali sull'Oceano Atlantico e quelli delle foreste tropicali di Veraguas e Chiriqui. Senza che si arrendessero mai, continuarono a combattere l'impero spagnolo. Quando Panama si separò dalla Spagna e si unì alla Colombia all'inizio del XIX secolo, i Guaymí rimasero nei loro villaggi di montagna. Solo negli ultimi anni alcuni membri hanno cercato di aprirsi alla società moderna.

## Attività
Anche se molti vivono ancora in case basilari senza elettricità o acqua potabile, alcuni Guaymí sono riusciti a comprare elettricità solare attraverso un progetto di elettrificazione, e anche un servizio telefonico via cellulare. La maggior parte vive ancora sotto la soglia di povertà. A causa della ostile geografia della regione, la costruzione di infrastrutture e strade che colleghino i villaggi è stata limitata. Ad ogni modo, molti Guaymí non apprezzano questi tentativi e scelgono di vivere lontano dalla società moderna.
Oggi i Guaymí si occupano principalmente di agricoltura di sussistenza. Sulle coste del Pacifico i principali prodotti sono mais, yucca, otoy, ñame, e diverse specie di fagioli. Sulla costa atlantica si producono banane verdi.
Per ottenere denaro molti Guaymí cercano di lavorare nella raccolta del caffè, in fattorie, e piantagioni di banane.
Le donne Guaymí creano manufatti tradizionali, per l'uso personale e in famiglia, e spesso questi oggetti vengono venduti per ricavare un guadagno. Si producono borse fatte a mano da fibre di piante, chiamate "kra" nella loro lingua, vestiti colorati chiamati "nagua", braccialetti con perline e collane. Gli uomini Guaymí producono cappelli fatti a mano, usando fibre di piante. Questi sono i tradizionali cappelli panama.

## Curiosità
La tribù dei Guaymi è protagonista del cartonato (libro a colori di grandi dimensioni) di Tex Willer "Nell'inferno verde" uscito nel febbraio 2000. Pericoli mortali incombono sulla spedizione di Tex Willer nell'istmo di Panama per studiare un possibile tragitto per un futuro canale ma indios ostili, tra cui i Guaymi e i Cuna, li ostacolano a colpi di frecce avvelenate e guerriglia nella giungla.